# El Ballestero
El Ballestero er en by og kommune i det sydøstlige Spanien i provinsen Albacete. Den har et indbyggertal på 413 (2024) indbyggere.